# فروپاشی اتریش-مجارستان
فروپاشی اتریش-مجارستان در سال ۱۹۱۸ اتفاق افتاد. با پایان یافتن جنگ جهانی اول ملیت‌های اقلیت در این امپراتوری حمایت متفقین را برای مطالبه‌هایشان برای استقلال به‌دست آوردند و اتریش-مجارستان در این سال به‌تدریج تجزیه شد. برخی ممالک اعلام استقلال نمودند و کشورهایی مانند ایتالیا و لهستان ادعای برخی بخش‌های دیگر این امپراتوری را کردند.